# ミラノ〜サンレモ2006
ミラノ〜サンレモ2006は、ミラノ〜サンレモの97回目のレース。2006年3月18日に行われた。

## 結果
ミラノからサンレモまで、294km。
| 順位 | 選手名                   | 国籍     | チーム                             | 時間          |
| ---- | ------------------------ | -------- | ---------------------------------- | ------------- |
| 1    | フィリッポ・ポッツァート | イタリア | クイックステップ・イネルゲティック | 6時間29分41秒 |
| 2    | アレッサンドロ・ペタッキ | イタリア | チーム・ミルラム                   | 同            |
| 3    | ルカ・パオリーニ         | イタリア | リクイガス                         | 同            |
| 4    | トム・ボーネン           | ベルギー | クイックステップ・イネルゲティック | 同            |
| 5    | ダニーロ・ナポリターノ   | イタリア | ランプレ                           | 同            |
| 6    | オスカル・フレイレ       | スペイン | ラボバンク                         | 同            |
| 7    | ステファノ・ガルツェッリ | イタリア | リクイガス                         | 同            |
| 8    | アレッサンドロ・バッラン | イタリア | ランプレ                           | 同            |
| 9    | マルティン・エルミガー   | スイス   | フォナック                         | 同            |
| 10   | マッテオ・カッラーラ     | イタリア | ランプレ                           | 同            |